# 3-Propylphenol
3-Propylphenol ist eine chemische Verbindung, die zu den Alkylphenolen gehört.

## Eigenschaften
Der Flammpunkt von 3-Propylphenol liegt bei 106 °C. Mit Eisen(III)-chlorid gibt es in Ethanol eine grüne Färbung, in Wasser eine bläuliche Färbung.

## Derivate
Durch Methylierung mit Dimethylsulfat bildet sich der Methylether, der auch unter dem Trivialnamen 3-Propylanisol bekannt ist. Sein Siedepunkt liegt bei 212–213 °C.
Der Ethylether (m-Propylphenetol) siedet bei 220–224 °C (753 mmHg) bzw. bei 109–110 °C (15 mmHg). Seine Dichte beträgt bei 20 °C 0,94558 g/ml, sein Brechungsindex bei 20 °C 1,5025.